# 羅伯特·萊納爾杜齊
羅伯特·「鮑勃」·伊塔洛·萊納爾杜齊（Robert "Bob" Italo Lenarduzzi；1955年5月1日—）是一名退役加拿大足球運動員及教練，在場上司職後衛；曾先後執教溫哥華86人以及加拿大男足。

## 生平

### 教練生涯
1988年，萊納爾杜齊在掛靴後馬上轉任溫哥華86人的主教練兼總經理。此後的四年內，萊納爾杜齊帶領溫哥華86人在加拿大足球聯賽大殺四方，不僅連續奪得三屆聯賽冠軍，更協助球隊延續1988年6月6日開始創下的46場比賽不敗的紀錄

### 管理層生涯
萊納爾杜齊從溫哥華白浪加入美國職業足球大聯盟開始就擔任球團總裁，直到2019年8月球團決定以體育總監職位取代總裁職位為止。此後他轉任球團對外聯絡人至今。

## 榮譽

### 團隊
- 加拿大足球聯賽冠軍（作為球員）：1988
- 加拿大足球聯賽冠軍（作為主教練）：1989、1990、1991

### 個人
- 加拿大足球名人堂：2001
- 美國足球名人堂：2003
- 不列顛哥倫比亞勳章（英语：Order of British Columbia）：2005[6]